# Jonathan Téhoué
Jonathan Kahne Téhoué, né le 3 mai 1984 à Paris, est un footballeur français. Il évolue au poste d'attaquant à US Boulogne depuis 2014.
Téhoué a joué en France, en Belgique, en Angleterre, en Turquie et à Chypre.

## Biographie
Jonathan Téhoué, de parents d'origine ivoirienne, commence le football à l'âge de 6 ans à la CTAC (Club Top Athlétique Caen Nord) avant de rejoindre en 1995 le CSL Aulnay qu'il quitte en 1996 pour intégrer le club de Villepinte. À 13 ans, il rejoint le centre de formation du Le Havre AC.
En 1999, il quitte Le Havre pour le Stade Malherbe de Caen qui évolue alors en Ligue 2 française. Il joue son premier match avec l'équipe professionnelle contre Martigues. Il perd la même année la finale de la Coupe Gambardella 2000-2001 contre le FC Metz. 
Après une blessure qui le tient écarté des terrains pendant près de deux ans, il tente sa chance à Bastia en Ligue 1, où il joue plus souvent en équipe réserve qu'en équipe première. Lors de cette saison 2003-2004, il joue 181 minutes (1 fois comme titulaire, 6 fois en tant que remplaçant) avec l'équipe première, principalement en début de saison.
À la suite d'une nouvelle blessure puis une expérience infructueuse de cinq mois à l'APOEL Nicosie, Jonathan Téhoué signe à l'Excelsior Virton au mercato d'hiver 2006, en D2 belge. Il est titularisé 12 fois et marque 5 buts en une demi-saison. Il signe ensuite un contrat de trois ans avec le FC Brussels en Jupiler League.
Il signe durant le mercato d'été 2007 à Kasımpaşa SK en Turquie, où il reste six mois, avant de rejoindre Konyaspor en janvier 2008. Il joue par la suite en 3e division anglaise, dans le club de Leyton Orient, pendant deux saisons.
Après un bref passage à Swindon Town, il paraphe en 2012 un contrat d'un an en faveur de l'US Boulogne, club de National.
Le 6 juin 2013, l'Amiens SC annonce que le joueur signe au club.

## Statistiques
| Saison                | Club                  | Championnat           | Championnat | Championnat | Coupe(s) nationale(s) | Coupe(s) nationale(s) | Total | Total |
| Saison                | Club                  | Division              | M.          | B.          | M.                    | B.                    | M.    | B.    |
| 2000-2001             | SM Caen               | Division 2            | 1           | 0           | -                     | -                     | 1     | 0     |
| 2001-2002             | SM Caen               | Division 2            | -           | -           | -                     | -                     | 0     | 0     |
| 2003-2004             | SC Bastia             | Ligue 1               | 7           | 0           | -                     | -                     | 7     | 0     |
| 2005-2006             | APOEL Nicosie         | First Division        | -           | -           | -                     | -                     | 0     | 0     |
| 2005-2006             | Excelsior Virton      | Division II           | 15          | 5           | -                     | -                     | 15    | 5     |
| 2006-2007             | FC Brussels           | Division I            | 19          | 5           | 1                     | 0                     | 20    | 5     |
| 2007-2008             | Kasımpaşa SK          | Süper Lig             | 15          | 6           | -                     | -                     | 15    | 6     |
| 2007-2008             | Konyaspor             | Süper Lig             | 12          | 2           | -                     | -                     | 12    | 2     |
| 2008-2009             | Konyaspor             | Süper Lig             | 11          | 1           | 3                     | 0                     | 14    | 1     |
| 2009-2010             | UJA Alfortville       | CFA                   | 2           | 1           | -                     | -                     | 2     | 1     |
| 2009-2010             | Leyton Orient         | League One            | 16          | 2           | -                     | -                     | 16    | 2     |
| 2010-2011             | Leyton Orient         | League One            | 32          | 7           | 12                    | 4                     | 44    | 11    |
| 2011-2012             | Leyton Orient         | League One            | 14          | 3           | 3                     | 0                     | 17    | 3     |
| 2011-2012             | Swindon Town (prêt)   | League Two            | 3           | 0           | -                     | -                     | 3     | 0     |
| 2012-2013             | US Boulogne           | National              | 25          | 10          | 4                     | 2                     | 29    | 12    |
| 2013-2014             | Amiens SC             | National              | 14          | 1           | 4                     | 4                     | 18    | 5     |
| 2013-2014             | US Boulogne           | National              | 16          | 2           | 1                     | 0                     | 17    | 2     |
| Total sur la carrière | Total sur la carrière | Total sur la carrière | 202         | 45          | 28                    | 10                    | 230   | 55    |